# Porto do Porto Santo
O Porto do Porto Santo é um porto português que serve a ilha do Porto Santo, Madeira. Foi construído entre 1978 e 1984, tendo sido alvo de obras de requalificação e ampliação ao longo da década de 2000. A sua principal atividade prende-se com a ligação regular à ilha da Madeira, efetuada pela embarcação Lobo Marinho, da Porto Santo Line.
O porto é constituído por uma bacia, com uma área molhada de 233 000 m² e com uma embocadura de 150 m, e possui um terrapleno com uma área aproximada de 69 000 m², onde se localiza a área de armazenamento da carga geral fracionada e contentorizada, os edifícios de apoio às atividades marítimo-portuárias e estacionamentos de veículos e embarcações. Também dispõe de infraestruturas de apoio à frota de pesca, estruturas de reparação e parque para embarcações.

## História
Foi com o I Governo da Região Autónoma da Madeira que se desenvolveram estudos para a construção do porto, tendo também escolhido a sua localização e desenvolvido os projetos para a sua construção. O projeto foi apresentado pelos então presidente do Governo Regional da Madeira, Jaime Ornelas Camacho, e Secretário Regional do Equipamento Social Transportes e Comunicações, Gonçalo Nuno Malheiro de Araújo, ao presidente da República, António Ramalho Eanes, em 2 de julho de 1977.
Volvidos sete anos, precisamente no dia 2 de julho de 1984, o ainda e então presidente da República, António Ramalho Eanes, inaugurou o Porto do Porto Santo. Os dois jornais da Região, o Diário de Notícias e o Jornal da Madeira, destacaram as palavras do presidente “O Porto Santo começa finalmente a sentir a brisa do desenvolvimento”.
O porto era uma grande aspiração do povo e isso explica a festa que se fez neste dia, descrito pelo DN: “Barcos com bandeiras desfraldadas reforçavam a alegria de toda uma população que no seu porto põe agora a esperança de um futuro melhor, com a abertura de novas perspetivas e alargados horizontes.”
O porto custou mais de um milhão e meio de contos, tendo sido construído nesta fase, um cais com 300 metros de comprimento, com fundos entre os seis e os sete metros e uma plataforma com cerca de 20 mil metros quadrados.

## Estatística portuária

### Movimento de passageiros
No quadro abaixo pode consultar-se o número anual de passageiros procedentes da ligação marítima com a ilha da Madeira e também, quando se registe, o número de passageiros provenientes de navios de cruzeiro com escala na ilha.
| Ano  | Escalas de cruzeiros | Passageiros por proveniência | Passageiros por proveniência | Passageiros por proveniência | Ref           |
| Ano  | Escalas de cruzeiros | Cruzeiros                    | Ferryboat                    | Total                        | Ref           |
| Ano  | Escalas de cruzeiros | Cruzeiros                    | Funchal                      | Total                        | Ref           |
| ---- | -------------------- | ---------------------------- | ---------------------------- | ---------------------------- | ------------- |
| 2006 | 3                    | 1 289                        | 322 370                      | 323 659                      | [ 6 ]         |
| 2007 | 2                    | 182                          | 346 661                      | 346 843                      | [ 6 ]         |
| 2008 | 0                    | 0                            | 349 854                      | 349 854                      | [ 6 ]         |
| 2009 | 0                    | 0                            | 359 540                      | 359 540                      | [ 6 ]         |
| 2010 | 0                    | 0                            | 311 245                      | 311 245                      | [ 6 ]         |
| 2011 | 6                    | 2 609                        | 291 549                      | 294 158                      | [ 6 ] [ 7 ]   |
| 2012 | 3                    | 2 923                        | 253 520                      | 256 443                      | [ 6 ] [ 8 ]   |
| 2013 | 3                    | 798                          | 248 623                      | 249 421                      | [ 6 ] [ 9 ]   |
| 2014 | 3                    | 881                          | 251 979                      | 252 860                      | [ 6 ] [ 10 ]  |
| 2015 | 4                    | 1 856                        | 267 541                      | 269 397                      | [ 6 ] [ 11 ]  |
| 2016 | 3                    | 2 307                        | 314 189                      | 316 496                      | [ 12 ] [ 13 ] |
| 2017 | 4                    | 1 396                        | 338 277                      | 339 673                      | [ 14 ] [ 15 ] |
| 2018 | 10                   | 3 616                        | 337 329                      | 340 945                      | [ 1 ] [ 16 ]  |
| 2019 | 7                    | 3 151                        | 354 866                      | 358 017                      | [ 17 ] [ 18 ] |
| 2020 | 0                    | 0                            | 240 497                      | 240 497                      | [ 19 ]        |
| 2021 | 12                   | 2 522                        | Por anunciar                 | Por anunciar                 | [ 20 ]        |

### Movimento de carga
Este segundo quadro mostra uma síntese estatística sobre o movimento anual de carga no Porto do Porto Santo:
| Ano  | Movimento global de mercadorias | Movimento global de mercadorias | Movimento global de mercadorias | Movimento de contentores (em TEU) | Movimento de contentores (em TEU) | Movimento de contentores (em TEU) | Ref    |
| Ano  | Entrada                         | Saída                           | Total                           | Entrada                           | Saída                             | Total                             | Ref    |
| ---- | ------------------------------- | ------------------------------- | ------------------------------- | --------------------------------- | --------------------------------- | --------------------------------- | ------ |
| 2011 | 25 571                          | 3 376                           | 28 947                          | 714                               | 739                               | 1 453                             | [ 21 ] |
| 2012 | 22 939                          | 3 449                           | 26 388                          | 668                               | 684                               | 1 352                             | [ 22 ] |
| 2013 | 21 324                          | 3 200                           | 24 524                          | 717                               | 728                               | 1 445                             | [ 23 ] |
| 2014 | 25 323                          | 3 324                           | 28 647                          | 833                               | 832                               | 1 665                             | [ 24 ] |
| 2015 | 20 297                          | 3 998                           | 24 295                          | 697                               | 792                               | 1 489                             | [ 25 ] |
| 2016 | 18 744                          | 2 903                           | 21 647                          | 668                               | 558                               | 1 344                             | [ 26 ] |
| 2017 | 22 089                          | 3 417                           | 25 506                          | 804                               | 820                               | 1 624                             | [ 27 ] |
| 2018 | 24 782                          | 3 424                           | 28 206                          | 775                               | 800                               | 1 575                             | [ 28 ] |
| 2019 | 28 336                          | 4 761                           | 33 097                          | 1 046                             | 1 065                             | 2 111                             | [ 18 ] |
| 2020 | 19 407                          | 2 366                           | 21 773                          | 1 011                             | 952                               | 1 963                             | [ 19 ] |